# Forêt de Maubuisson
La forêt de Maubuisson, dite parfois aussi forêt de Pierrelaye, est un massif forestier artificiel de 1 340 ha située à une quinzaine de kilomètres au nord-ouest de Paris. Il s'agit d'une des plus vastes entreprises de renaturation en milieu urbain. La forêt pousse en effet sur la plaine de Pierrelaye-Bessancourt, ancienne zone d’épandage des eaux usées de Paris avant la construction des stations d'épuration de la région, notamment celle d'Achères.

## Géographie administrative
La forêt s'étend sur sept communes franciliennes : Bessancourt (qui représente 18,3 % de la future surface forestière), Frépillon (2,3 %), Herblay-sur-Seine (7,5 %), Pierrelaye (36,8 %), Taverny (0,2 %), Méry-sur-Oise (27,2 %) et Saint-Ouen-l'Aumône (7,5 %). Les cinq premières sont membres de la communauté d'agglomération Val Parisis, Méry-sur-Oise de la communauté de communes de la Vallée de l'Oise et des Trois Forêts, enfin Saint-Ouen de la communauté d'agglomération de Cergy-Pontoise,.
Le nom « forêt de Maubuisson » est retenu car cinq communes sur les sept que couvre le territoire de la future forêt ont un lien fort avec l'ancienne abbaye cistercienne de Maubuisson. Toutefois, le maire de Pierrelaye estime que le nom de la forêt devrait être « forêt de Pierrelaye »,

## Histoire

### Plaine d'épandage
Pendant un siècle, la plaine de Pierrelaye-Bessancourt est utilisée comme terrain d'épandage des eaux usées de la ville de Paris. En conséquence, elle est fortement polluée au métaux lourds.

### Acquisitions foncières et projet
À partir de 2012, le Syndicat mixte pour l’aménagement de la plaine de Pierrelaye-Bessancourt commence à acheter les terrains, qui appartiennent à quatre mille propriétaires privés ainsi qu'à la ville de Paris. En 2023, 750 hectares ont été acquis,. Le Conseil départemental du Val-d'Oise participe à cette acquisition à hauteur de huit millions d'euros.
La création de la forêt nécessite notamment la fermeture d'un bidonville situé sur la butte de Montarcy dans la commune de Méry-sur-Oise, bidonville dont la desserte routière favorisait des comportements vandales de dépôts illégaux d'ordures.

### Plantations
Le coût total des plantations s'élève à 85 millions d'euros, dont les deux tiers sont financés par le SIAAP, du fait de l'utilisation ancienne de ces terres pour l'épandage. Les plantations inaugurales sont effectuées le 25 novembre 2019,,. Cette création ex nihilo d'une forêt en France est la première depuis Colbert.
À partir de 2019, une centaine de milliers d'arbres sont plantés annuellement, l'objectif à horizon 2029 étant qu'un million de sujets se développent. En mars 2024, plus de 500 000 sujets sont déjà plantés, à raison d'une campagne hivernale de 130 000 à 150 000 arbres en moyenne, et avec une densité moyenne de 1 500 à 2 500 plants à l'hectare,,.
La maturité de la forêt est prévue pour advenir dans un délai de trente à cinquante ans après les premières plantations. Cinq ans après les premières plantations, les premiers sujets sont hauts de deux mètres environ.

## Faune et flore
Une trentaine d'essences différentes sont plantées, notamment l'érable plane, le chêne rouge d'Amérique, le cormier, le bouleau, le tilleul ou le charme. Ces espèces sont notamment sélectionnées pour leur diversité et pour leur capacité à s'adapter au changement climatique, notamment aux gelées précoces et aux étés chauds et secs.

## Tourisme
Les aménagements pour les visiteurs sont envisagés dès la création de la forêt. Une enveloppe financière de huit millions d'euros y est consacrée, permettant notamment la création d'une passerelle, de sentiers et d'un parc de stationnement automobile.

## Pollution
Le 8 décembre 2024, le journal Le Parisien rapporte que huit hommes, âgés de 35 à 73 ans, et issu d’un clan de gens du voyage ont été déférés trois jours auparavant devant le parquet de Pontoise pour avoir déversé des terres polluées dans un bois depuis plusieurs années.